# 北碚榕
北碚榕（学名：Ficus beipeiensis）为桑科榕属的植物，为中国的特有植物。分布于中国大陆的重庆等地，生长于海拔300米至500米的地区，常生长在石灰岩陡壁上及岩下较阴湿的地方，目前尚未由人工引种栽培。